# Ginkgoales
A Ginkgoales a páfrányfenyők (Ginkgophyta) törzsének, azon belül a Ginkgoopsida osztálynak az egyetlen ismert rendje.

## Rendszertan
A rendbe a következő családok és nemzetségek tartoznak:
- Ginkgoaceae
  - Arctobaiera
  - Baiera
  - Eretmophyllum
  - Ginkgo
  - Ginkgoites
  - Sphenobaiera
  - Windwardia
- Trichopityaceae – kihaltak
  - Trichopitys